# Robbrechtia grandifolia
Robbrechtia grandifolia är en måreväxtart som beskrevs av De Block. Robbrechtia grandifolia ingår i släktet Robbrechtia och familjen måreväxter.
Artens utbredningsområde är Madagaskar. Inga underarter finns listade i Catalogue of Life.